# Урай
Ура́й (рос. Урай) — місто у складі Ханти-Мансійського автономного округу Тюменської області, Росія. Адміністративний центр та єдиний населений пункт Урайського міського округу.
Населення — 40477 осіб (2018, 39457 у 2010, 38872 у 2002).

## Географія
Місто розташоване на Тавдинсько-Кондинській похилій рівнині. Морфоструктура негативна (низовина). Тип морфоструктур: переважно прямі гетерогенні. Головною річкою є Конда. Середньорічний стік приблизно 135 мм на рік. Велика частина стоку (46,6 %) припадає на осінь. На початку травня річка Конда очищається від льоду. Мутність річкових вод 20-50 g/m³.
Ліс представлений в основному сосняком, часто спостерігається безлісні землі на місцях боліт, зустрічаються березняки. Ближче до Свердловської області зустрічаються кедрівники і ялинники. Більшого відсотка сосни у складі лісу у всьому Ханти-Мансійському автономному окрузі і у всій Тюменської області немає.
Місто оточене болотами. В основному мозаїчними сосново-кустарничково-сфагновими (рями), сосново-сфагновими. Тип торф'яних покладів: верхові. Повсюдно зустрічаються верхові торф'яні родовища.
Місто Урай прирівняне до районів Крайньої Півночі. У місті помірно-континентальний клімат з коротким теплим літом і тривалою холодною зимою. Урай є найсприятливішим місцем Ханти-Мансійського округу з погляду клімату. Тривалість сонячного сяйва 1800—1900 годин (для порів. Сургут 1600—1700), річна амплітуда температур близько 36 С ° (Сургут понад 38 С °), тривалість періоду з середньодобовою температурою понад 0 С ° 185 днів (Сургут менш як 170, Ханти- Мансійськ трохи понад 170 днів), кількість опадів 400—450 мм на рік, в середньому 165 днів у році в Ураї опади. Весна в місті настає (руйнування стійкого сніжного покриву в полі) трохи пізніше 15 квітня. Наприкінці травня середньодобова температура переходить кордон +10 С °, Середня тривалість безморозного періоду понад 105 днів у році. Близько 60 днів у місті середньодобова температура перевищує +15 С °. Тривалість стійких морозів близько 143 днів (Ханти-Мансійськ понад 150 днів). Кількість днів із заметіллю трохи понад 30 днів (Сургут понад 50 днів на рік).
У декількох десятках кілометрів на південь від міста проходить південна межа поширення вічної мерзлоти (роз'єднаної), глибоке залягання стародавньої вічної мерзлоти (Вододільно-долинний тип).

## Історія
1922 року в місці впадіння річки Колосья в річку Конда переселенцями з Центральної Росії було засноване село Урай. Наприкінці 1920-их в селі Урай Шаїмської сільської ради була організована рибальська артіль імені Декабристів. 1957 року складено генеральний план будівництва селища на площі 57,0 га. 25 травня 1959 неподалік від села Чантир'я була закладена перша розвідувальна свердловина Шаїмської партії глибокого буріння Ханти-Мансійської комплексної геологорозвідувальної експедиції. 16 червня 1959 детальне дослідження по річці Конді та її притоках. При випробуванні Мало-Атлимської свердловини отримано першу в області нафту, що містила до 62 % світлих нафтопродуктів. 1960 року у тут було відкрито перше нафтове родовище в Західному Сибіру і почалося його освоєння.
31 липня 1962 року рішенням Виконавчого комітету Кандинської районної Ради депутатів трудящих, Ханти-Мансійського національного округу Тюменської області № 212/1 організовано робітниче селище Урай, рік потому обрано першу селищну раду. 25 червня 1965 року указом Президії Верховної Ради РРФСР селищу було привласнено статус міста окружного підпорядкування. З 2006 року стало центром міського округу.

## Економіка
Урай є мономістом. Основне нафтогазовидобувне підприємство «Урайнафтогаз» входить до складу нафтової компанії «Лукойл». У місті починається нафтопровід Шаїм — Тюмень. Крім підприємств, які обслуговують нафтовидобуток, в місті діє ряд підприємств харчової промисловості та сфери обслуговування.

## Культура і освіта
Є музей історії міста. При Палаці культури «Нафтовик» працює Народний Театр-студія «Авось …». У місті існують також Народний театр «Синій птах» призер всеросійських і окружних театральних конкурсів, ОШУТ «Терра Інкогніта» (театральний колектив гімназії). Народний цирковий колектив «Юність» є великою гордістю міста. Заснований в 1982 р Звання «народний» присвоєно в 1986 р З моменту утворення колектив взяв участь і організував понад 2 тис. концертів.

## Цікаві факти
У мікрорайоні «Західний» в Ураї встановлено паровоз-пам'ятник серії Л. Однак, місто Урай віддалене на 120 кілометрів від найближчої залізниці.